# سام روزنتال
سام روزنتال (بالإنجليزية: Sam Rosenthal)‏ هو موسيقي أمريكي، ولد في 1973.

## وصلات خارجية
- سام روزنتال على موقع ميوزك برينز (الإنجليزية)
- سام روزنتال على موقع أول ميوزيك (الإنجليزية)
- سام روزنتال على موقع ديسكوغز (الإنجليزية)